# Dance Love Pop
Dance Love Pop är det tredje studioalbumet av den svenska sångerskan och Idol-vinnaren Agnes och släpptes den 29 oktober 2008 i Sverige. Det var Agnes första studioalbum sedan 2006 och var hennes comeback efter att ha bytt skivbolag. Albumet är skrivet och producerat av Anders Hansson och drog åt dance- och club-genren. När den första singeln släpptes, "On and On", hördes det omedelbart en skillnad i artistisk inriktning för hennes musik; detta hörsammade även kritikerna som hyllade den nya stilen. I Sverige släpptes senare en deluxe-version av albumet, betitlat Dance Love Pop: The Love Love Love Edition, detta med anledning av Agnes medverkan i Melodifestivalen 2009 med låten Love Love Love. Denna deluxe version av albumet innehöll även remixer och musikvideor till albumets singlar och gjorde att albumet åter gick in på Sverigetopplistan på plats 12. Albumets släpptes även som i en deluxe-variant i Frankrike, då under namnet "Edition Collector" och gick in på den franska albumlistan på plats 47.
Albumet toppade ursprungligen Sverigetopplistan på plats 5 och tillbringade 15 veckor på topplistan. I Frankrike stannade albumet på listan i 29 veckor och nådde som högst plats 38 på den fysiska listan och 43 på den digitala. I Tyskland, Österrike och Schweiz släpptes albumet av Warner Music och peakade på plats 68 i Tyskland, 17 i Österrike och 45 i Schweiz. I Storbritannien klättrade albumet till plats 13 på danslistan och 112 på den officiella topplistan.

## Bakgrund
Namnet på albumet avslöjades den 13 september 2008 i den svenska radioshowen "Tracks", där programledaren Kaj Kindvall berättade att namnet skulle vara Dance! Love! Pop! Stavningen med utropstecken efter varje ord övergavs senare av skivbolaget Roxy Recordings och ändrades till "Dance Love Pop". Albumet beskrevs som följande: "Det täcker in de tre områden som musik handlar om [...]; dans-musik som har en twist av pop och som handlar om kärlek.".
Agnes styrde med detta album, tillsammans med sin producent och medförfattare till texterna, mer mot dance- och club-genren än hon gjort på tidigare album. Agnes nämnde tillfället när Hanssons namn först dök upp i samband med albumet, “De sa att vi kanske borde träffas först och se om vi passar bra ihop.” De kom så bra överens att det slutade med att Hansson producerade albumet och hjälpte Agnes att förverkliga sin vision av ett album med Dans, Kärlek och Pop tillsammans. “Mycket förändrades för mig när jag började arbeta med detta album, jag tyckte väldigt mycket om det eftersom jag visste att jag ville göra något helt annorlunda från mina tidigare album. Jag ville ha upptempo, disco och jag ville verkligen jobba med Anders för han kände på samma sätt."
Till den internationella releasen av albumet så gjordes en del av sångerna om. Den andra singeln i Storbritannien, "I Need You Now" spelades in på nytt för singelsläppet. Man spelade även in en ny låt för den tyska marknaden, "You Rain", och man mixade även om "Big Blue Wall". För den franska marknaden spelade man in nya versioner av "Release Me" och "On and On", kallade "Réalise" och "On se donne".

## Singlar
"Release Me" var den sista låten att spelas in för Dance Love Pop, eftersom skivbolaget ville att det skulle vara 10 spår på albumet. Den valdes som internationell "förstasingel", förutom i Sverige och Nederländerna där "On and On" släpptes först. "Release Me" blev albumets bäst säljande och mest populära singel och gick in på plats 1 på Billboard Hot Dance Club Play i USA. Singeln gick även in högt på många listor över hela Europa, såsom nummer 3 i Storbritannien, där den sålde nästan 400 000 exemplar, och på plats 7 i Frankrike. Singeln sålde "Guld" i Australien, Danmark, Sverige, Tyskland och Italien; "Silver" i Storbritannien och "Platinum" i Norge.
Den andra singeln att släppas internationellt var "On and On", och efter "Release Me" följde massiva förväntningar. Singeln lyckades placera sig på de franska och schweiziska singellistorna redan innan den hade släppts som singel, enbart på grund av digital försäljning från albumet. Den placerade sig även på listor i Sverige, Danmark och Belgien. I Storbritannien var "On and On" först menad som den andra singeln men valdes slutligen bort till förmån för "I Need You Now"; den släpptes senare som tredje singel där den toppade på plats 82 på den officiella listan och på 10 på dance-listan. I Sverige valdes "On and On" som förstasingeln som utannonserade Agnes comeback.
Den tredje singeln från albumet var "Love Love Love", och den släpptes enbart i Sverige. Det var Agnes bidrag i Melodifestivalen 2009, och efter att ha gått till final i den fjärde delfinalen placerade den sig på plats 8 i finalen. "Love Love Love" är skriven av Anders Hansson och var den enda singeln från albumet att släppas som CD-singel i Sverige. Den toppade på plats 4 på Sverigetopplistan.
"I Need You Now" var den fjärde singeln i Sverige, den tredje i Belgien, Nederländerna och Italien och den andra singeln i Storbritannien, Norge och Australien. Från början var det en ballad, men den spelades in på nytt för singelsläppet som en danspopsång. Den misslyckades med att matcha förväntningarna efter den tidigare succén med "Release Me" och toppade på plats 40 i Storbritannien. I Sverige toppade den på plats 8, i Slovakien på 15, i Belgien på 20 i Flandern och 2 i Vallonien och på plats 1 i Ukraina.
Albumets femte singel, "Sometimes I Forget", och släpptes enbart i Frankrike, Italien och Belgien. I Belgien gick den in på plats 42 i Vallonien och 7 i Flandern.

## Mottagande
Sandra Wall ifrån Norrköpings Tidningar skriver att "I stället satsar hon på en platta som passar dansgolvet på vilken klubb som helst. En humörshöjare med sprudlande glädje" och "Agnes har hållit hög standard på sina låtar sedan hon lämnade Idol, men nu när hon har dragit upp tempot också blir det riktigt bra. Texterna handlar om röriga relationer och är inte så djupa. Vilket passar perfekt på dansgolvet. Det här håller utanför Sveriges gränser" Samtidigt kallar Sydsvenskans Jonas Grönlund skivan för "reklamradiodisco" och tilldelar skivan två av fem möjliga.
"Låt er inte luras av det lite barnsliga skivomslaget. Det är tämligen missvisande." Det skriver Anneli Wikström i Metro, där hon även säger att plattan är "långt ifrån bubbelgum och barnkalas" och kallar skivan för oväntat mogen och för en flirt med 80-talet.  Detta spinner även Lisa Appelqvist från Kristianstadsbladet vidare på, men hon jämför även Agnes med Madonna och Whitney Houston. Hon säger "Med sin reinkarnerade röst hämtad från 70-talets soulsvärtade discodivor utbrister hon "Release Me". Hanssons hantverk andas stundom Madonnas "Like a prayer" med lika portion gospelkör/cellogalopp och Agnes förtvivlat frustrerande bön." Appelqvist ställer sig i övrigt ännu mer positiv till Agnes och "Dance Love Pop" och säger att hon "Blott 21 år gammal och fortfarande i startgropen av sitt eget musikaliska uttryck lurar en lockande känsla av att Agnes röst har mer att bjuda på i fortsättningen. /.../ Agnes Carlsson skakar en gång för alla av sig "Idol"-dammet." Göteborgspostens Johan Rylander kallar samarbetet med Anders Hansson för "det lyft som Agnes längtat efter sedan Idolvinsten 2005. De svulstiga Celine-balladerna är amputerade och modern danspop av hög klass (som Release me) har ersatt." 

## Låtförteckning

### Standard Versioner
| Nr  | Titel                    | Författare                    | Längd |
| --- | ------------------------ | ----------------------------- | ----- |
| 1.  | Release Me               | A. Hansson, S. Vaughn, Agnes  | 4:16  |
| 2.  | On and On                | A. Hansson, S. Diamond        | 3:52  |
| 3.  | Love Me Senseless        | A. Hansson, T. Leah           | 4:40  |
| 4.  | How Do You Know          | A. Hansson, R. Shaw           | 3:50  |
| 5.  | I Need You Now           | A. Hansson, S. Vaughn         | 3:46  |
| 6.  | Look at Me Now           | A. Hansson, S. Diamond, Agnes | 3:56  |
| 7.  | Don't Pull Your Love Out | A. Hansson, K. DioGuardi      | 3:15  |
| 8.  | Open Up Your Eyes        | A. Hansson, S. Diamond, Agnes | 3:37  |
| 9.  | Sometimes I Forget       | A. Hansson, S. Diamond, Agnes | 4:15  |
| 10. | Big Blue Wall            | A. Hansson, S. Vaughn         | 4:39  |

| 1.           | Release Me                                             | A. Hansson, S. Vaughn, T. Samoy, Agnes | 4:16  |
| 2.           | I Need You Now (Extended Mix)                          | A. Hansson, S. Vaughn                  | 4:37  |
| 3.           | On & On (UK Radio Edit)                                | A. Hansson, S. Diamond                 | 3:11  |
| 4.           | Secret Love                                            | A. Hansson, S. Vaughn                  | 3:32  |
| 5.           | Sometimes I Forget                                     | A. Hansson, S. Diamond, Agnes          | 4:16  |
| 6.           | You Rain                                               | A. Hansson, S. Vaughn                  | 3:38  |
| 7.           | Big Blue Wall (Moonwalker Version)                     | A. Hansson, S. Vaughn                  | 3:16  |
| 8.           | Love Love Love                                         | A. Hansson                             | 3.02  |
| 9.           | How Do You Know (International Version)                | A. Hansson, R Shaw                     | 3:35  |
| 10.          | Love Me Senseless (International Version)              | A. Hansson, T. Leah                    | 4:33  |
| 11.          | If I Could Build My Whole World Around You             |                                        | 2:50  |
| 12.          | Release Me (Acoustic Version)                          | A. Hansson, S. Vaughn, T. Samoy, Agnes | 3:07  |
| 13.          | I Need You Now (Original Mix)                          | A. Hansson, S. Vaughn                  | 3:07  |
| 14.          | On & On (Acoustic Version)                             | A. Hansson, S. Diamond                 | 3:51  |
| 15.          | Big Blue Wall (Original Version)                       | A. Hansson, R. Shaw                    | 4:36  |
| 16.          | On & On (Album Version) [iTunes Bonus Track]           | A. Hansson, S. Diamond                 | 3:49  |
| 17.          | Big Blue Wall (Cahill Radio Edit) [iTunes Bonus Track] | A. Hansson, S. Vaughn                  | 3:16  |
| Total längd: | Total längd:                                           | Total längd:                           | 55:19 |

| 1.           | Réalise (Release Me) (Radio Edit) | A. Hansson, S. Vaughn, T. Samoy, Agnes | 3:08  |
| 2.           | On and On                         | A. Hansson, S. Diamond                 | 3:52  |
| 3.           | Love Love Love                    | A. Hansson                             | 2:59  |
| 4.           | Love Me Senseless                 | A. Hansson, T. Leah                    | 4:40  |
| 5.           | How Do you Know                   | A. Hansson, R. Shaw                    | 3:50  |
| 6.           | I Need You Now                    | A. Hansson, S. Vaughn                  | 3:46  |
| 7.           | Look at Me Now                    | A. Hansson, S. Diamond, Agnes          | 3:56  |
| 8.           | Don't Pull Your Love Out          | A. Hansson, K. DioGuardi               | 3:15  |
| 9.           | Open Up Your Eyes                 | A. Hansson, S. Diamond, Agnes          | 3:37  |
| 10.          | Sometimes I Forget                | A. Hansson, S. Diamond, Agnes          | 4:15  |
| 11.          | Big Blue Wall                     | A. Hansson, S. Vaughn                  | 4:39  |
| 12.          | Release Me (Original Version)     | A. Hansson, S. Vaughn, A. Carlsson     | 4:16  |
| 13.          | Release Me (Acoustic Version)     | A. Hansson, S. Vaughn, A. Carlsson     | 4:13  |
| 14.          | On and On (Acoustic Version)      | A. Hansson, S. Diamond                 | 2:42  |
| Total längd: | Total längd:                      | Total längd:                           | 52:08 |

| 1.           | Big Blue Wall (remix)         | A. Hansson, S. Vaughn         | 3:16  |
| 2.           | Release Me                    | A. Hansson, S. Vaughn, Agnes  | 4:15  |
| 3.           | On and On                     | A. Hansson, S. Diamond        | 4:07  |
| 4.           | Love Me Senseless             | A. Hansson, T. Leah           | 4:40  |
| 5.           | I Need You Now                | A. Hansson, S. Vaughn         | 3:46  |
| 6.           | You Rain                      | A. Hansson, S. Vaughn         | 4:15  |
| 7.           | How do You Know               | A. Hansson, R. Shaw           | 3:49  |
| 8.           | Open Up Your Eyes             | A. Hansson, S. Diamond, Agnes | 3:37  |
| 9.           | Don't Pull Your Love Out      | A. Hansson, K. DioGuardi      | 3:16  |
| 10.          | Sometimes I Forget            | A. Hansson, S. Diamond, Agnes | 4:17  |
| 11.          | Release Me (Acoustic Version) | A. Hansson, S. Vaughn, Agnes  | 4:15  |
| 12.          | Big Blue Wall (Piano Version) | A. Hansson, S. Vaughn         | 4:39  |
| 13.          | On and On (Acoustic Version)  | A. Hansson, S. Diamond        | 2:41  |
| 14.          | On and on (Video)             | A. Hansson, S. Diamond,       | 4:07  |
| 15.          | Release Me (Video)            | A. Hansson, S. Vaughn, Agnes  | 4:15  |
| Total längd: | Total längd:                  | Total längd:                  | 57:15 |

### Deluxe / Limited Versioner
| 1.           | Release Me (Original Version)                 | A. Hansson, S. Vaughn, T. Samoy, Agnes | 4:16     |
| 2.           | On and On                                     | A. Hansson, S. Diamond                 | 3:52     |
| 3.           | Love Love Love                                | A. Hansson                             | 2:59     |
| 4.           | Love Me Senseless                             | A. Hansson, T. Leah                    | 4:40     |
| 5.           | How do You Know                               | A. Hansson, R. Shaw                    | 3:50     |
| 6.           | I Need You Now                                | A. Hansson, S. Vaughn                  | 3:46     |
| 7.           | Look at Me Now                                | A. Hansson, S. Diamond, Agnes          | 3:56     |
| 8.           | Don't Pull Your Love Out                      | A. Hansson, K. DioGuardi               | 3:15     |
| 9.           | Open Up Your Eyes                             | A. Hansson, S. Diamond, Agnes          | 3:37     |
| 10.          | Sometimes I Forget                            | A. Hansson, S. Diamond, Agnes          | 4:15     |
| 11.          | Big Blue Wall                                 | A. Hansson, S. Vaughn                  | 4:39     |
| 12.          | Réalise (Release Me) (Radio Edit)             | A. Hansson, S. Vaughn, A. Carlsson     | 3:08     |
| 13.          | On and On (On Se Donne)                       | A. Hansson, S. Diamond                 | 3:52     |
| 14.          | Release Me (Acoustic Version)                 | A. Hansson, S. Vaughn, A. Carlsson     | 4:13     |
| 15.          | On and On (Acoustic Version)                  | A. Hansson, S. Diamond                 | 2:42     |
| 16.          | Release Me (Acoustic Version P3 Live Session) | A. Hansson, S. Vaughn, Agnes           | 3:48     |
| 17.          | I Need You Now (International Version)        | A. Hansson, S. Vaughn                  | 3:00     |
| 18.          | You Rain                                      | A. Hansson, S. Vaughn                  | 4:15     |
| 19.          | On and on (Video)                             | A. Hansson, S. Diamond,                | 4:07     |
| Total längd: | Total längd:                                  | Total längd:                           | 01:12:10 |

| 1.  | Release Me                                                  | A. Hansson, S. Vaughn, T. Samoy, Agnes | 3:30 |
| 2.  | On and On (UK Edit)                                         | A. Hansson, S. Diamond                 | 3:11 |
| 3.  | Love Me Senseless                                           | A. Hansson, T. Leah                    | 4:40 |
| 4.  | I Need You Now (Cahill Edit)                                | A. Hansson, S. Vaughn                  | 3:46 |
| 5.  | Love Love Love                                              | A. Hansson                             | 2:59 |
| 6.  | How Do You Know                                             | A. Hansson, R. Shaw                    | 3:50 |
| 7.  | You Rain                                                    | A. Hansson, S. Vaughn                  | 4:15 |
| 8.  | Secret Love                                                 | 3:34                                   |      |
| 9.  | Sometimes I Forget                                          | A. Hansson, S. Diamond, Agnes          | 4:18 |
| 10. | Don't Pull Your Love Out                                    | A. Hansson, K. DioGuardi               | 3:15 |
| 11. | Look at Me Now                                              | A. Hansson, S. Diamond, Agnes          | 3:56 |
| 12. | Open Up Your Eyes                                           | A. Hansson, S. Diamond, Agnes          | 3:37 |
| 13. | Big Blue Wall (Moonwalker remix)                            | A. Hansson, S. Vaughn                  | 3:16 |
| 14. | Release Me (Acoustic Version P3 Live Session) (Bonus Track) | A. Hansson, S. Vaughn, Agnes           | 3:48 |
| 15. | I Need You Now (Original Version) (Bonus Track)             | A. Hansson, S. Vaughn                  | 3:46 |
| 16. | On and On (Acoustic Version) (Bonus Track)                  | A. Hansson, S. Diamond                 | 2:42 |
| 17. | Release Me (DJ Rebel Edit) (Bonus Track)                    | A. Hansson, S. Vaughn, Agnes           | 3:46 |
| 18. | I Need You Now (Video) (iTunes Exclusive Bonus Track)       |                                        | 3:46 |
| 19. | Release Me (Video) (iTunes Exclusive Bonus Track)           |                                        | 3:46 |

| 11.          | Love Love Love                                 | A. Hansson                   | 2:59  |
| 12.          | Love Love Love (Extended version)              | A. Hansson                   | 5:00  |
| 13.          | On and On (Anotha Ding-an Be-an Version)       | A. Hansson, S. Diamond       | 6:19  |
| 14.          | On and On (The Void remix)                     | A. Hansson, S. Diamond       | 3:52  |
| 15.          | On and On (Acoustic version)                   | A. Hansson, S. Diamond       | 2:42  |
| 16.          | Release Me (Pio Radio Remix)                   | A. Hansson, S. Vaughn, Agnes | 3:39  |
| 17.          | Release Me (Acoustic Version, P3 Live Session) | A. Hansson, S. Vaughn, Agnes | 3:48  |
| 18.          | On and On (music video)                        |                              |       |
| 19.          | Release me (music video)                       |                              |       |
| Total längd: | Total längd:                                   | Total längd:                 | 67:23 |

| 1.           | Release Me                             | A. Hansson, S. Vaughn, A.Carlsson  | 4:15  |
| 2.           | I Need You Now (International Version) | A. Hansson, S. Vaughn              | 3:00  |
| 3.           | On and On (International Version)      | A. Hansson, S. Diamond             | 4:07  |
| 4.           | Secret Love                            | A. Hansson, S. Vaughn              | 3:35  |
| 5.           | Sometimes I Forget                     | A. Hansson, S. Diamond, A.Carlsson | 4:17  |
| 6.           | You Rain                               | A. Hansson, S. Vaughn              | 4:15  |
| 7.           | Big Blue Wall (International Version)  | A. Hansson, S. Vaughn              | 3:16  |
| 8.           | Love Love Love                         | A. Hansson                         | 2:59  |
| 9.           | How Do You Know                        | A. Hansson, R. Shaw                | 3:49  |
| 10.          | Love Me Senseless                      | A. Hansson, T. Leah                | 4:40  |
| Total längd: | Total längd:                           | Total längd:                       | 39:02 |

### Bonus Tracks
| 11.          | Release Me (Robert Abagail remix)       | A. Hansson, S. Vaughn, Agnes | 3:40  |
| 12.          | Release Me (Nils Van Zandt Radio remix) | A. Hansson, S. Vaughn, Agnes | 4:30  |
| 13.          | Release Me (DJ Rebel Radio Edit)        | A. Hansson, S. Vaughn, Agnes | 3:45  |
| Total längd: | Total längd:                            | Total längd:                 | 11:55 |

| 11.          | On and On (DK Radio Edit)    | A. Hansson, S. Diamond       | 3:40  |
| 12.          | Love Love Love               | A. Hansson                   | 2:59  |
| 13.          | Release Me (Pio Radio Remix) | A. Hansson, S. Vaughn, Agnes | 3:45  |
| Total längd: | Total längd:                 | Total längd:                 | 10:24 |

## Medverkande
- Sång: Agnes Carlsson
- Exekutiv producent: Anders Hansson
- Producent: Anders Hansson, Felix Persson, Marta Grauers
- Mixning: Ronny Lahti
- Mastrad av: Erik Broheden
- Keyboards: Anders Hansson, Felix Persson, Marta Grauers
- Stråkar: Erik Arvinder, Anders Hansson, Erik Arvinder
- Violin: Erik Arvinder, Josef Cabrales-Alin, Andreas Forsman, Anders Hjortvall, Anna Larsson, Daniel Migdal, Andrej Power, Aleksander Satterstrom, Fredrik Syberg
- Viola: Olof Ander, Erik Holm, Anders Noren, Christopher Ohman
- Cello: Gudmund Ingvall, Cecilia Linne, Henrik Soderquist, Erik Wahlgren
- Bas: Danijel Petrovic
- Gitarr: Staffan Astner, Anders Hansson
- Bakgrundssång: Agnes Carlsson, Britta Bergstrom, Jeanette Olsson, Martin Rolinski[24], Anders Hansson
- Albumomslag, design: Ricky Tillblad/Zion Graphics
- Album, fotografier: Waldemar Hansson
- Styling: Margaretha Julle
- Hår & make-up: Linda Gradin

## Lanseringshistorik
| Region                 | Datum                                    | Bolag               | Format                  | Katalognummer |
| ---------------------- | ---------------------------------------- | ------------------- | ----------------------- | ------------- |
| Sverige                | 29 oktober 2008                          | Roxy Recordings     | CD, digital nedladdning | 1014692       |
| Sverige                | 1 april 2009 (Love Love Love Edition)    | Roxy Recordings     | CD, digital nedladdning | 1018692       |
| Sverige                | 21 december 2009 (International Edition) | Roxy Recordings     | CD                      | Promo         |
| Italien                | 13 mars 2009                             | Planet Records      | CD, digital nedladdning | 8033462902003 |
| Italien                | 25 september 2009 (New Version)          | Planet Records      | CD, digital download    | 8033462902195 |
| Belgien                | 23 april 2009                            | BIP Records         | CD, digital nedladdning | 8717578072507 |
| Polen                  | 10 juli 2009                             | Universal Music     | CD, digital nedladdning | 602527133492  |
| Danmark                | 24 augusti 2009                          | Copenhagen Records  | CD, digital nedladdning | 5700771101467 |
| Frankrike              | 7 september 2009                         | Sony Music/M6       | CD, digital nedladdning | 886975532520  |
| Frankrike              | 18 januari 2010 (Edition Collector)      | Sony Music/M6       | CD, digital nedladdning | 886976383220  |
| Finland                | 28 september 2009                        | NFM/Roxy Recordings | CD, digital nedladdning | 33435263      |
| Norge                  | 28 september 2009                        | Bonnier Amigo       | CD, digital nedladdning | 33435263      |
| Tyskland               | 2 oktober 2009                           | Warner Music        | CD, digital nedladdning | 5051865617525 |
| Österrike              | 2 oktober 2009                           | Warner Music        | CD, digital nedladdning | 5051865617525 |
| Schweiz                | 2 oktober 2009                           | Warner Music        | CD, digital nedladdning | 5051865617525 |
| Ungern                 | 2 oktober 2009                           | Warner Music        | CD, digital nedladdning | 5051865617525 |
| Nederländerna          | 13 november 2009                         | White Villa         | CD, digital nedladdning | 8712944500875 |
| Australien/Nya Zeeland | 9 april 2010                             | Warner Music        | Digital download        | 5186589532    |
| Australien/Nya Zeeland | 12 april 2010                            | Warner Music        | CD                      | 5186589532    |
| Storbritannien         | 24 maj 2010                              | AATW                | CD, digital nedladdning | 2727926       |

## Listframgångar
Albumet gick in på den svenska officiella topplistan den 6 november 2008, bara ett par dagar efter sin release. Den gick in på plats 5 och det var även där den toppade. Albumet lämnade sedan topplistan efter nio veckor för att sedan återvända i april i samband med releasen av "Love Love Love"-versionen och stannade sedan i sex veckor. I Frankrike gick albumet in på topplistan den 12 september 2009 på plats 38 och stannade sedan 29 veckor på listan. I Tyskland toppade albumet på plats 68 med 20 000 sålda kopior, och i Österrike och Schweiz toppade det på 70 och 45.

### Internationella listor
| Lista (2008–2010)               | Topp position |
| ------------------------------- | ------------- |
| Österrike (Ö3 Austria)          | 70            |
| Frankrike (SNEP)                | 38            |
| Frankrike (SNEP) Digital        | 43            |
| Tyskland (Media Control Charts) | 68            |
| Polen                           | 14            |
| Sverige (Sverigetopplistan)     | 5             |
| Schweiz (Media Control Charts)  | 45            |